# Jakubowice (Kluczbork)
Jakubowice [pronunciación en polaco: /jakubɔˈvit͡sɛ/] (en alemán: Jakobsdorf) es un pueblo en el distrito administrativo de Gmina Byczyna, Distrito de Kluczbork, Voivodato de Opole, en el sudoeste de Polonia. Se encuentra aproximadamente 8 kilómetros al sudoeste de Byczyna, 14 kilómetros al nortoeste de Kluczbork, y 48 kilómetros al norte de la capital regional, Opole.